# Sándor Bródy (calciatore)
Sándor Bródy (Sekule, 7 giugno 1884 – 19 aprile 1944) è stato un calciatore ungherese, di ruolo difensore.

## Carriera

### Nazionale
Ha collezionato 17 presenze con la propria Nazionale.